# Cantone di Grevenmacher
Il Cantone di Grevenmacher è un cantone del Lussemburgo orientale, compreso nel distretto di Grevenmacher. Confina con il cantone di Echternach a nord, con il Land tedesco della Renania-Palatinato (circondario di Treviri-Saarburg) ad est, con i cantoni di Remich e Lussemburgo a sud e con il cantone di Mersch a ovest. 
Il capoluogo è Grevenmacher. La superficie è di 211 km² e la popolazione nel 2012 era di 26 135 abitanti. 
Comprende 8 comuni:
- Betzdorf
- Biwer
- Flaxweiler
- Grevenmacher
- Junglinster
- Manternach
- Mertert
- Wormeldange